# La Présidente (film)
Pour plus de détails, voir Fiche technique et Distribution.
La Présidente est un film français réalisé par Fernand Rivers, sorti en 1938.

## Synopsis
Austère et rigoureux président d'un tribunal de province, monsieur Tricointe dispute une partie de bridge animée tandis que sa femme, Aglaé, s'apprête à partir en week-end avec leur bonne, Denise. Pendant ce temps, le ministre de la Justice, Jean-Pierre Gaudet, charge l'un de ses fidèles collaborateurs d'éloigner sa maîtresse, Francinette, devenue trop envahissante pour éviter tout scandale. Mais ce petit monde est troublé par l'arrivée fracassante de Vérotcha, une comédienne fantaisiste, qui est parvenue à se faire héberger pour une nuit par le président...

## Fiche technique
- Réalisation : Fernand Rivers
- Dialogues : Yves Mirande
- Scénario : d'après une pièce de Maurice Hennequin
- Photographie : Jean Bachelet
- Montage : Jacques Desagneaux
- Musique : Charles Sautreuil
- Format : Noir et blanc  - 35 mm - Son mono
- Société de production : Les Films Fernand Rivers
- Durée : 85 minutes
- Genre : Comédie
- Date de sortie : 
  - France : 26 mai 1938
- Affiche : Fernand François (France)

## Distribution
- Elvire Popesco : Vérotchka, une turbulente actrice de théâtre qui se fait passer pour l'épouse du président d'un tribunal de province
- André Lefaur : Monsieur Tricointe, l'austère président du tribunal de province
- Henri Garat : Jean-Pierre Gaudet
- Louis-Jacques Boucot : l'interprète
- Nina Myral : Sophie
- Suzanne Dehelly : Madame Tricointe, la vraie femme du président du tribunal
- Rivers Cadet : Biennassis
- Maurice Dorléac : Rosimond
- Micheline Francey : Denise
- Gaston Gabaroche : Pinglet
- Pierre Darteuil : un huissier
- Georges Morton

## Autour du film
Un remake intitulé Mademoiselle la Présidente sera réalisé en 1952 par Pietro Germi avec Silvana Pampanini.